# Francis Ebejer
Francis Ebejer (n. 28 august, 1925, Had-Dingli — d. 10 iunie, 1993, St Julians) a fost un dramaturg și romancier maltez.